# 約克維爾
40°46′34″N 73°56′57″W / 40.7762231°N 73.9492079°W

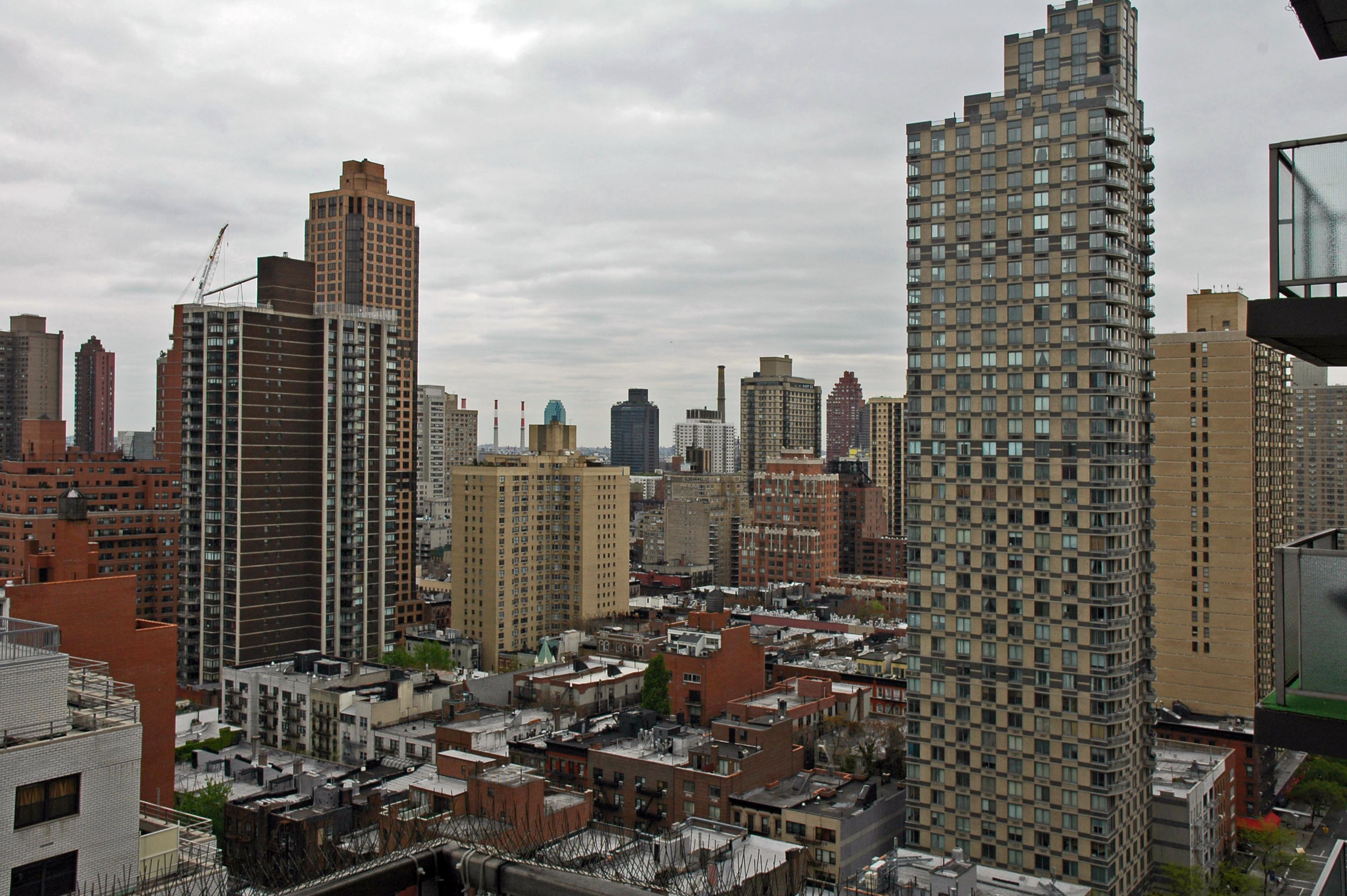

約克維爾（英語：Yorkville）是美國紐約市曼哈頓的一個地區，其南界是東79街，東北界是96街，西界是第三大道，東界是東河。這一地區曾是一個以中歐移民為主的地區。1950年代之後，約克維爾出現的人口外流的現象。現在約克維爾面積1.68平方英里（4.4平方），2014年時有人口75,536人。

## 外部連結
- The Yorkville Kleindeutschland Historical Society （页面存档备份，存于）
- German Traces NYC from the Goethe-Institut （页面存档备份，存于）